# Chef d'État-Major des armées (Tunisie)

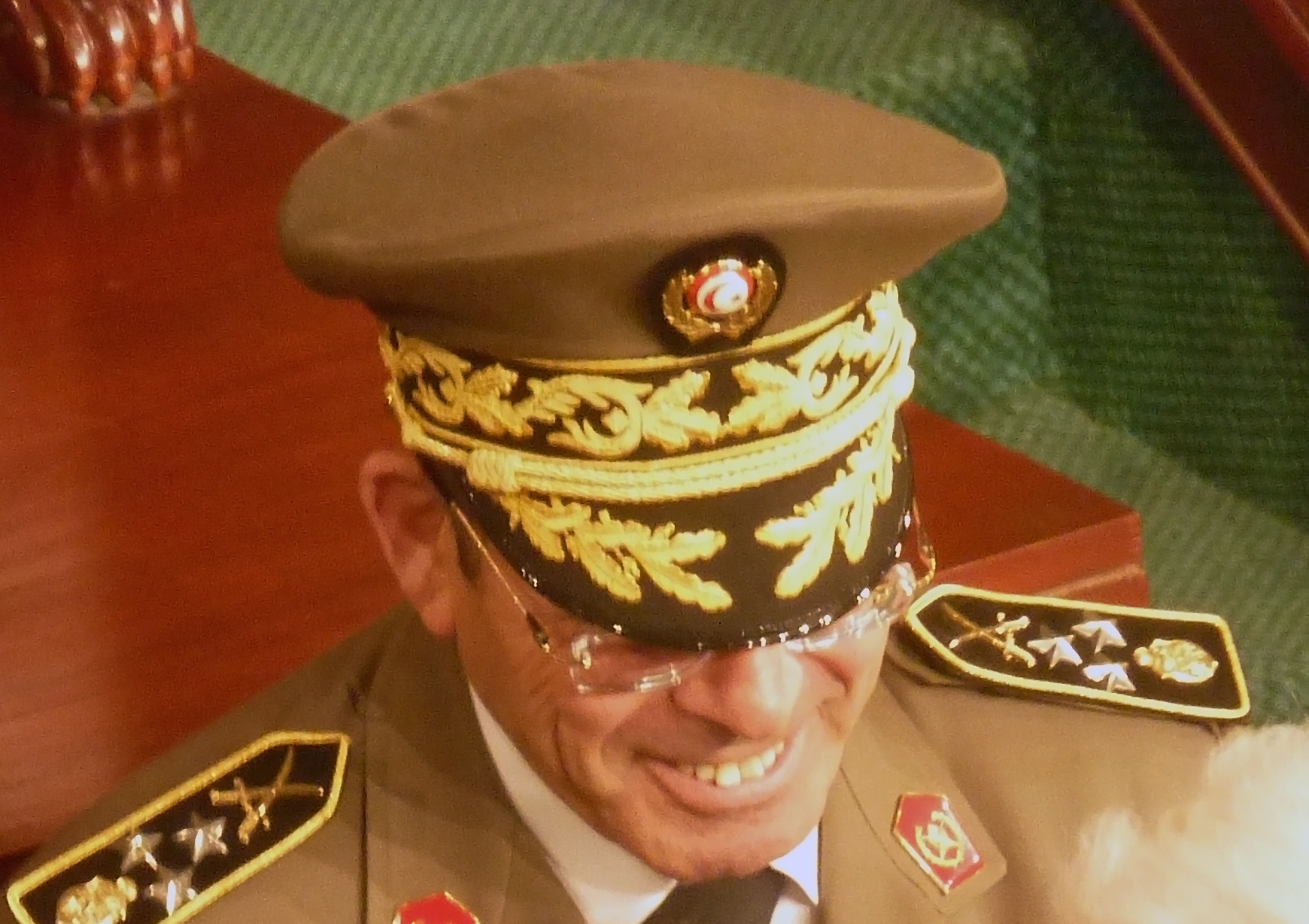
Rachid Ammar, chef d'État-Major des armées de 2011 à 2013.

Le chef d’État-Major des armées (CEMA) est, de par la loi, l’officier militaire de rang le plus élevé des forces armées tunisiennes.
Il a autorité sur l'État-Major des armées et préside de ce fait le comité des chefs d’état-major des trois armées principales. Il a autorité sur les chefs d'état-major de l'Armée de terre, de la Marine, de l'Armée de l'air, de la Garde nationale (pour l'exécution des missions militaires) ainsi que sur les directeurs et les chefs des organismes interarmées qui lui sont rattachés.
C’est également le principal conseiller militaire du président de la République tunisienne.

## Liste
| Image | Nom                   | Corps                     | Début            | Fin           |
| ----- | --------------------- | ------------------------- | ---------------- | ------------- |
|       | Youssef Barakat       | Armée de terre tunisienne | 17 novembre 1987 | décembre 1990 |
|       | Abdelhamid Escheikh   | Armée de terre tunisienne | ?                | ?             |
|       | Mohamed Saïd El Kateb | Armée de terre tunisienne | ?                | ?             |
|       | Rachid Ammar          | Armée de terre tunisienne | 19 avril 2011    | juillet 2013  |